# Тайс, Роланд
Роланд Тайс (нем. Roland Theis; род. 17 марта 1980, Нойнкирхен) — немецкий политик (ХДС). С 2009 года — член парламента федеральной земли Саар.

## Биография
После изучения права и политологии в Саарском университете Тайс сдал экзамены в адвокатуру и работал юристом во франко-германской организации Mittelstand SaarLB. Выпускник Фонда Конрада Аденауэра, Роланд Тайс стал лектором в Саарском университете по гражданскому и медийному праву. 
С 2005 по 2010 года он занимает должность председателя в Государственном молодёжном объединении земли Саар.
В 2009 году Робер Тайс был избран депутатом. В 2012 году он был переизбран. Роланд Тайс был избран в ноябре 2010 года генеральным секретарем ХДС земли Саар. На данный момент Тайс является председателем и заместителем пресс-секретаря парламентской фракции ХДС земли Саар по европейскому праву.
В 2014 году он был назначен в комиссию по партийной реформе «Meine CDU 2017» в Германии.
С 2017 года Тайс был статс-секретарём в министерстве юстиции Саара и представителем Саара по делам Европейского союза.